# Gyula Strommer
Gyula Strommer (né le 8 mai 1920 à Nagyenyed, mort le 28 août 1995 à Budapest) est un mathématicien et astronome hongrois. Il a découvert un astéroïde, (1537) Transylvania, le 27 août 1940.